# 菊地直哉
菊地 直哉（きくち なおや、1984年11月24日 - ）は、静岡県清水市（現静岡市清水区）出身の元プロサッカー選手。元日本代表。登録ポジションはミッドフィールダーながら、守備的なポジションならどこでもこなすユーティリティープレイヤー。

## 来歴
小学1年生からサッカーを始める。各年代の日本代表に選出され、世界大会での活躍はヨーロッパのクラブでも評価された。清水商業高校1年時にはジュニアユース時代に所属した清水エスパルスに特別指定選手として帯同した。3年時にはオランダのエールディヴィジに所属するフェイエノールトの練習に参加し入団目前までいったが、条件が折り合わず破談となった。
高校卒業後はジュビロ磐田に入団。2005年途中に出場機会を求めてアルビレックス新潟へ期限付き移籍。同年10月1日に開催された第26節（対戦相手: 川崎フロンターレ）では、交代枠を使い切った後にゴールキーパーの野澤洋輔がゴールエリア外でハンドを取られて退場処分となったため、急遽ゴールキーパーを務めるという経験もした。
2007年5月下旬、女子高校生に金銭を渡し淫らな行為を行ったとして未成年淫行により逮捕された。その後、ジュビロ磐田を解雇された。（示談により起訴猶予処分）
日本サッカー協会より1年間の活動停止処分を受けたが、2007年9月にドイツへ渡り2008年1月27日にドイツ・ブンデスリーガ2部のFCカールツァイス・イェーナと契約。イエーナが3部に降格した2009年もチームに残り、6月まで約1年半プレーした。
2009年8月、イエーナから大分トリニータに完全移籍。国内リーグでは2年ぶりのプレーとなった。加入後すぐに主力に定着し、12月21日にはアジアカップ最終予選・イエメン代表戦に向けた若手中心のA代表に初招集された。また、2010年には大分トリニータ後援会が投票で選ぶMVPに選出され、同年12月18日の練習後に行われた移籍挨拶には急な開催にもかかわらず約300名のサポーターが集まった。
2011年、アルビレックス新潟に完全移籍。2005年以来6年振りの新潟でのプレーとなった。この年はリーグ序盤戦に左ひざ内側側副じん帯損傷で全治2か月の重傷を負ったが、復帰後はレギュラーに定着した。
2012年はチームの副キャプテンに就任した。黒崎久志、上野展裕（監督代行）が指揮を取ったシーズン前半は主力としてプレーしたが、柳下正明の監督就任後の第23節で控えに回ると、それ以降のリーグ戦で出場機会はなかった。
2013年7月、サガン鳥栖へ期限付き移籍。2014年より完全移籍。
2016年7月、北海道コンサドーレ札幌へ期限付き移籍。2018年より完全移籍。2018年12月2日、北海道コンサドーレ札幌は契約の満了と来シーズンに向けた契約更新をしないことを発表。
2019年、アビスパ福岡へ完全移籍。同シーズンに終了後に契約満了により退団。
同年12月30日に現役を引退する事を発表。2020年より古巣であるサガン鳥栖のコーチに就任した。2023年、ヘッドコーチに就任した。2025年、U-18コーチに就任した。

## 所属クラブ
ユース経歴
- 船越SSS（船越小学校）
- 1997年 - 1999年 清水エスパルスジュニアユース（静岡市立清水第二中学校）
- 2000年 - 2002年 静岡市立清水商業高等学校
  - 2000年  清水エスパルス（強化指定選手）

プロ経歴
- 2003年 - 2007年6月  ジュビロ磐田
  - 2005年8月 - 同年12月  アルビレックス新潟（期限付き移籍）
- 2008年 - 2009年6月  FCカールツァイス・イェーナ
- 2009年8月 - 2010年  大分トリニータ
- 2011年 - 2013年  アルビレックス新潟
  - 2013年7月 - 同年12月  サガン鳥栖（期限付き移籍）
- 2014年 - 2017年  サガン鳥栖
  - 2016年7月 - 2017年  北海道コンサドーレ札幌（期限付き移籍）
- 2018年  北海道コンサドーレ札幌
- 2019年  アビスパ福岡

## 個人成績
| 国内大会個人成績 | 国内大会個人成績 | 国内大会個人成績 | 国内大会個人成績 | 国内大会個人成績 | 国内大会個人成績 | 国内大会個人成績 | 国内大会個人成績 | 国内大会個人成績 | 国内大会個人成績 | 国内大会個人成績 | 国内大会個人成績 |
| 年度             | クラブ           | 背番号           | リーグ           | リーグ戦         | リーグ戦         | リーグ杯         | リーグ杯         | オープン杯       | オープン杯       | 期間通算         | 期間通算         |
| 年度             | クラブ           | 背番号           | リーグ           | 出場             | 得点             | 出場             | 得点             | 出場             | 得点             | 出場             | 得点             |
| 日本             | 日本             | 日本             | 日本             | リーグ戦         | リーグ戦         | リーグ杯         | リーグ杯         | 天皇杯           | 天皇杯           | 期間通算         | 期間通算         |
| ---------------- | ---------------- | ---------------- | ---------------- | ---------------- | ---------------- | ---------------- | ---------------- | ---------------- | ---------------- | ---------------- | ---------------- |
| 2000             | 清水商高         |                  | -                | -                | -                | -                | -                | 1                | 1                | 1                | 1                |
| 2003             | 磐田             | 27               | J1               | 7                | 0                | 2                | 0                | 0                | 0                | 9                | 0                |
| 2004             | 磐田             | 27               | J1               | 18               | 1                | 5                | 0                | 5                | 0                | 28               | 1                |
| 2005             | 磐田             | 27               | J1               | 9                | 0                | 1                | 1                | -                | -                | 10               | 1                |
| 2005             | 新潟             | 36               | J1               | 15               | 1                | -                | -                | 2                | 0                | 17               | 1                |
| 2006             | 磐田             | 8                | J1               | 32               | 3                | 8                | 0                | 3                | 0                | 43               | 3                |
| 2007             | 磐田             | 8                | J1               | 13               | 1                | 4                | 0                | -                | -                | 17               | 1                |
| ドイツ           | ドイツ           | ドイツ           | ドイツ           | リーグ戦         | リーグ戦         | リーグ杯         | リーグ杯         | DFBポカール      | DFBポカール      | 期間通算         | 期間通算         |
| 2007-08          | イェーナ         | 29               | ブンデス2部      | 3                | 0                | -                | -                | 1                | 0                | 4                | 0                |
| 2008-09          | イェーナ         | 27               | ブンデス3部      | 17               | 0                | -                | -                | 1                | 0                | 18               | 0                |
| 日本             | 日本             | 日本             | 日本             | リーグ戦         | リーグ戦         | リーグ杯         | リーグ杯         | 天皇杯           | 天皇杯           | 期間通算         | 期間通算         |
| 2009             | 大分             | 36               | J1               | 10               | 0                | -                | -                | 2                | 0                | 12               | 0                |
| 2010             | 大分             | 36               | J2               | 35               | 0                | -                | -                | 1                | 0                | 36               | 0                |
| 2011             | 新潟             | 36               | J1               | 23               | 0                | 3                | 1                | 2                | 0                | 28               | 1                |
| 2012             | 新潟             | 36               | J1               | 18               | 1                | 4                | 0                | 1                | 0                | 23               | 1                |
| 2013             | 新潟             | 36               | J1               | 4                | 0                | 3                | 0                | -                | -                | 7                | 0                |
| 2013             | 鳥栖             | 36               | J1               | 15               | 0                | -                | -                | 5                | 0                | 20               | 0                |
| 2014             | 鳥栖             | 36               | J1               | 21               | 0                | 3                | 0                | 3                | 0                | 27               | 0                |
| 2015             | 鳥栖             | 36               | J1               | 31               | 0                | 1                | 0                | 3                | 0                | 35               | 0                |
| 2016             | 鳥栖             | 36               | J1               | 4                | 0                | 4                | 0                | -                | -                | 8                | 0                |
| 2016             | 札幌             | 15               | J2               | 17               | 0                | -                | -                | 1                | 0                | 18               | 0                |
| 2017             | 札幌             | 15               | J1               | 16               | 0                | 4                | 0                | 1                | 0                | 21               | 0                |
| 2018             | 札幌             | 15               | J1               | 0                | 0                | 0                | 0                | 1                | 0                | 1                | 0                |
| 2019             | 福岡             | 36               | J2               | 10               | 0                | -                | -                | 0                | 0                | 10               | 0                |
| 通算             | 日本             | 日本             | J1               | 236              | 7                | 42               | 2                | 28               | 0                | 306              | 9                |
| 通算             | 日本             | 日本             | J2               | 62               | 0                | -                | -                | 2                | 0                | 64               | 0                |
| 通算             | 日本             | 日本             | 他               | -                | -                | -                | -                | 1                | 1                | 1                | 1                |
| 通算             | ドイツ           | ドイツ           | ブンデス2部      | 3                | 0                | -                | -                | 1                | 0                | 4                | 0                |
| 通算             | ドイツ           | ドイツ           | ブンデス3部      | 17               | 0                | -                | -                | 1                | 0                | 18               | 0                |
| 総通算           | 総通算           | 総通算           | 総通算           | 318              | 7                | 42               | 2                | 33               | 1                | 393              | 10               |

| 国際大会個人成績 | 国際大会個人成績 | 国際大会個人成績 | 国際大会個人成績 | 国際大会個人成績 |
| 年度             | クラブ           | 背番号           | 出場             | 得点             |
| AFC              | AFC              | AFC              | ACL              | ACL              |
| ---------------- | ---------------- | ---------------- | ---------------- | ---------------- |
| 2004             | 磐田             | 27               | 2                | 0                |
| 2005             | 磐田             | 27               | 4                | 0                |
| 通算             | AFC              | AFC              | 6                | 0                |

- 強化指定選手としての公式戦出場はなし
- Jリーグ初出場： 2003年8月16日 J1 2nd第1節 vs浦和レッドダイヤモンズ (埼玉スタジアム2002)
- Jリーグ初得点： 2004年9月26日 J1 2nd第7節 vsヴィッセル神戸 (神戸ウイングスタジアム)
- A代表初出場： 2010年1月6日 AFCアジアカップ2011予選 vsイエメン（アリモーセン・アルムライシスタジアム／イエメン）

## 指導歴
- 2020年 - サガン鳥栖
  - 2020年 - 2022年 トップチーム コーチ
  - 2023年 - 2024年 トップチーム ヘッドコーチ
  - 2025年 - U-18  コーチ

## タイトル

### チーム
北海道コンサドーレ札幌
- J2リーグ（2016年）

## 代表歴
- U-16 - U-20 日本代表
- アテネオリンピック 日本代表
- AFCアジアカップ2011予選 日本代表

### 出場大会
- 2000年 AFC U-17選手権2000
- 2001年 2001 FIFA U-17世界選手権
- 2002年 AFC U-17選手権2000 準優勝
- 2003年 2003 FIFAワールドユース選手権
- 2004年 アテネオリンピック

| 日本代表 | 国際Aマッチ | 国際Aマッチ |
| 年       | 出場        | 得点        |
| -------- | ----------- | ----------- |
| 2010     | 1           | 0           |
| 通算     | 1           | 0           |

### 出場
| No. | 開催日       | 開催都市 | スタジアム                   | 対戦国   | 結果 | 監督     | 大会                    |
| --- | ------------ | -------- | ---------------------------- | -------- | ---- | -------- | ----------------------- |
| 1.  | 2010年1月5日 | サナア   | アリー・ムフセン・スタジアム | イエメン | ○3-2 | 岡田武史 | AFCアジアカップ2011予選 |